# 20441 Elijahmena
20441 Elijahmena è un asteroide della fascia principale. Scoperto nel 1999, presenta un'orbita caratterizzata da un semiasse maggiore pari a 2,2871654 UA e da un'eccentricità di 0,1831417, inclinata di 5,25848° rispetto all'eclittica.